# Jeremicze (rejon kobryński)
Jeremicze (biał. Яромічы, Jaromiczy) – wieś na Białorusi, w rejonie kobryńskim obwodu brzeskiego. Miejscowość wchodzi w skład sielsowietu Buchowicze.
Znajduje się tu parafialna cerkiew prawosławna pw. św. Michała Archanioła.
W 1899 roku miejscowość należała do prawosławnej parafii pw. Opieki Matki Bożej w Buchowiczach.